# Luigi Maruotti
Luigi Maruotti (Napoli, 26 aprile 1957) è un magistrato italiano, presidente del Consiglio di Stato dal 20 gennaio 2023.

## Biografia
Laureato in giurisprudenza presso l'Università Federico II di Napoli con il punteggio di centodieci e lode, discutendo la tesi in Istituzioni del diritto romano, dal titolo "Il delitto di iniuria in età repubblicana". Nel 1981 è dapprima vincitore del corso-concorso presso la Scuola Superiore della pubblica amministrazione, prendendo servizio presso la sede di Caserta dal 2 gennaio 1981 al 15 marzo 1981, poi dal 16 marzo entra nei ruoli dell'Avvocatura Generale dello Stato. Presso l'Avvocatura dello Stato è dapprima procuratore e, poi, a partire dal 1984 avvocato. 
Sempre nel 1984 diviene magistrato del TAR. In tale veste presta servizio presso il TAR per la Puglia (sia nella sede di Bari, sia in quella distaccata di Lecce) e il TAR per la Campania (sede di Napoli). Diviene nel 1989 consigliere del Consiglio di Stato, svolgendo ininterrottamente le funzioni presso l'Istituto. Diviene nel 2010 presidente di sezione ed il 25 febbraio è nominato Presidente aggiunto del Consiglio di Stato. Nel 2023 a seguito del decesso del presidente in carica Franco Frattini è eletto Presidente del Consiglio di Stato.